# کاپکایکنت
کاپکایکنت (به لاتین: Kapkaykent) یک منطقهٔ مسکونی در روسیه است که در شهرستان کایاکنتسکی واقع شده‌است.